# CHRDL2
CHRDL2 (англ. Chordin like 2) – білок, який кодується однойменним геном, розташованим у людей на 11-й хромосомі. Довжина поліпептидного ланцюга білка становить 429 амінокислот, а молекулярна маса — 47 495.
| 10         |  | 20         |  | 30         |  | 40         |  | 50         |
| ---------- |  | ---------- |  | ---------- |  | ---------- |  | ---------- |
| MVPEVRVLSS |  | LLGLALLWFP |  | LDSHARARPD |  | MFCLFHGKRY |  | SPGESWHPYL |
| EPQGLMYCLR |  | CTCSEGAHVS |  | CYRLHCPPVH |  | CPQPVTEPQQ |  | CCPKCVEPHT |
| PSGLRAPPKS |  | CQHNGTMYQH |  | GEIFSAHELF |  | PSRLPNQCVL |  | CSCTEGQIYC |
| GLTTCPEPGC |  | PAPLPLPDSC |  | CQACKDEASE |  | QSDEEDSVQS |  | LHGVRHPQDP |
| CSSDAGRKRG |  | PGTPAPTGLS |  | APLSFIPRHF |  | RPKGAGSTTV |  | KIVLKEKHKK |
| ACVHGGKTYS |  | HGEVWHPAFR |  | AFGPLPCILC |  | TCEDGRQDCQ |  | RVTCPTEYPC |
| RHPEKVAGKC |  | CKICPEDKAD |  | PGHSEISSTR |  | CPKAPGRVLV |  | HTSVSPSPDN |
| LRRFALEHEA |  | SDLVEIYLWK |  | LVKGIFHLTQ |  | IKKVRKQDFQ |  | KEAQHFRLLA |
| GPHEGHWNVF |  | LAQTLELKVT |  | ASPDKVTKT  |  |            |  |            |

A: Аланін

C: Цистеїн

D: Аспарагінова кислота

E: Глутамінова кислота

F: Фенілаланін

G: Гліцин

H: Гістидин

I: Ізолейцин

K: Лізин

L: Лейцин

M: Метіонін

N: Аспарагін

P: Пролін

Q: Глутамін

R: Аргінін

S: Серин

T: Треонін

V: Валін

W: Триптофан

Кодований геном білок за функціями належить до білків розвитку, фосфопротеїнів. 
Задіяний у таких біологічних процесах, як остеогенез, диференціація клітин, альтернативний сплайсинг. 
Локалізований у цитоплазмі.
Також секретований назовні.